# Yunusa Muritala
Yunusa Owolabi Muritala (* 2. dubna 2000, Lagos) je nigerijský fotbalový útočník, hráč Sigmy Olomouc.

## Klubová kariéra
Rodák z Lagosu s fotbalem začal v Dominion Hotspur. Prošel taktéž akademií smyrenského Göztepe.

### KVC Westerlo
V zimě 2020 podepsal ve Westerlu kontrakt do června 2023. Start v prvním mužstvu si však nepřipsal a to i díky operaci kolene.

### FK Metta
V únoru 2021 přišel do lotyšského FK Metta. Za rok v klubu odehrál 21 zápasů a vstřelil 11 branek. Při svém prvoligovém debutu proti FK Liepāja si připsal jediný gól Metty.

### Riga FC (hostování)
Na hostování do Rigy přišel dne 16. června 2021, v klubu odehrál 7 zápasů a okusil i kvalifikace na evropské poháry.

### Hibernians FC
Dne 18. července 2022 přišel do maltských Hibernians, kde byl stabilním členem základní sestavy a připsal si 32 startů.

### SK Sigma Olomouc
Tříletou smlouvu v Sigmě podepsal v červenci 2023. Prvoligový debut si připsal dne 23. července 2023 proti pražské Spartě, kdy v 79. minutě střídal Lukáše Juliše. První branku v nejvyšší soutěži vstřelil dne 27. září opět proti Spartě, kdy v 68. minutě začal obrat, který vyústil v první výhru Sigmy na Letné za 12 let.